# Johnson Matthey
Johnson Matthey, «Джонсон Мэтти» — британская химическая и металлургическая компания. Специализируется на производстве катализаторов из металлов платиновой группы. Штаб-квартира находится в Лондоне. Компания осуществляет деятельность через дочерние предприятия в Северной Америке, Европе и Азиатско-Тихоокеанском регионе.
В списке крупнейших компаний мира Forbes Global 2000 за 2022 год заняла 1748-е место.  

## История
Компанию основал в 1817 году Персиваль Джонсон, первоначально она занималась пробированием золотых слитков. В 1830-х компания начала производить очистку золота (аффинаж), поступившего из Бразилии, а позже из Калифорнии и Австралии. С 1850-х годов компания начала очистку серебра из монет, изъятых из обращения, а также платины, поступившей из Колумбии и с Урала. Значительное влияние на развитие компании оказал Джордж Мэтти, присоединившейся к ней в 1838 году, а в 1851 году ставший партнёром. Ещё одним направлением деятельности было производство эмалей и красителей для фарфоровой промышленности. В 1870 году была куплена Magnesium Metal Company, производившая магний, ванадий, алюминий и сурьму. В 1874 году компанией были изготовлены эталоны метра и килограмма из сплава платины и иридия для Международного комитета мер и весов.
К середине 1880-х годов Johnson Matthey стала главным авторитетом в оценке содержания золота в южноафриканской руде, а также вместе с французской Quennessen и немецкой Heraeus полностью контролировала мировой рынок платины (к этому времени почти вся она поступала из России). В 1911 году при участии компании было создано Николае-Павдинского горного округа акционерное общество, построившие аффинажный завод в Екатеринбурге. В 1919 году Johnson Matthey, N M Rothschild & Sons и ещё четыре брокерских компаний по золоту сформировали London Gold Market, устанавливающий мировую цену на золото (золотой фиксинг).
На начало 1920-х годов компания лишилась поставок платины из России, также в Южной Африке были построены собственные заводы по выплавке золота. Новый импульс развитие компании получило после открытия в 1924 году близ Рюстенбурга крупного месторождения платины; Johnson Matthey построила аффинажный завод в Эссексе, где очищалась большая часть платины, добытой на месторождении.
После Второй мировой войны начался период роста зарубежной деятельности, были расширены операции в Северной Америке, Южной Африке и Азии, открыты филиалы во Франции, Нидерландах, Италии, Швеции, Бельгии и Австрии. В 1969 году было создано совместное предприятие в Японии Tanaka Matthey по производству ювелирных изделий из платины. С 1974 года компания начала выпускать каталитические конвертеры для автотранспорта. В 1960-х годах компания учредила собственный банк Johnson Matthey Bankers, к 1983 году его кредитный портфель достиг 500 млн фунтов стерлингов, однако в сентябре 1984 года он был признан банкротом и поглощён Банком Англии за символический фунт. Среди кредиторов банка была компания Anglo American, по результатам банкротства ставшая крупнейшим акционером Johnson Matthey (38,7 %). В 1985 году была проведена реорганизация компании, 74 дочерние структуры были распределены по 4 подразделениям: каталитические системы; технологические материалы (редкоземельные элементы, фармацевтика); драгметаллы (рюстенбургская платина); краски и чернила.
В 2001 году была куплена британская фармацевтическая компания Meconic, крупнейший в мире производитель медицинских опиатов.
В 2004 году было продано подразделение красок. В 2015 году компания вышла из бизнеса по очистке золота и серебра, продав два своих завода в США и Канаде японской группе Asahi. В 2021 году было продано фармацевтическое подразделение.

### Современная история Johnson Matthey
Компания Johnson Matthey в 2010-х годах продемонстрировала активную деятельность, включающую расширение бизнеса, заключение стратегических партнерств, приобретения и продажи активов. Этот период характеризуется фокусом на инновационных технологиях, особенно в области катализаторов, аккумуляторных материалов и решений для чистой энергетики.
Johnson Matthey активно инвестировала в разработку и внедрение технологий для снижения выбросов, производства экологически чистого водорода и создания более эффективных катализаторов. Примеры включают партнерства с компаниями, занимающимися улавливанием углерода (ClimeCo, 2022), разработкой технологий электролиза (Schaeffler, Bekaert, TNO, 2022), и производством экологически чистого метанола (Carbon Recycling International, 2021). Компания также присоединилась к Глобальному договору ООН в 2022 году.
Johnson Matthey заключила ряд соглашений, направленных на ускорение развития водородной экономики. В частности, были подписаны соглашения с Diffusion Alloys (2023) по масштабированию производства низкоуглеродного водорода, с Doosan Enerbility (2023) по развитию бизнеса крекинга аммиака, и с HIF Global (2024) по лицензированию технологии производства метанола.
Johnson Matthey активно работала над разработкой и улучшением материалов для литий-ионных аккумуляторов. Компания приобрела бизнес по производству аккумуляторных материалов у Clariant в 2015 году, заключила соглашение с Echion Technologies, Britishvolt и Университетским колледжем Лондона (2021) для разработки быстро заряжающихся аккумуляторов, и сотрудничала с Nano One Materials Corp (2021) в области разработки новых продуктов и процессов. Однако в 2022 году Johnson Matthey продала подразделение аккумуляторных материалов компании EV Metals Group.
Johnson Matthey провела ряд продаж и приобретений для оптимизации своего портфеля. Компания продала бизнес по производству медицинских компонентов инвестиционной компании Montagu Private Equity (2024) за $700 млн долл. США, бизнес диагностических услуг (2023), подразделение по производству стекла компании Fenzi Holdings (2021) и медицинское подразделение Altaris Capital Partners (2021). В то же время Johnson Matthey приобрела активы и интеллектуальную собственность Oxis Energy Limited (2021) и бизнес Pharmorphix у Sigma-Aldrich (2015).
Johnson Matthey активно развивала свою деятельность в разных странах, включая Китай, где компания открыла новый завод по производству катализаторов в Чжанцзягане (2016) и заключила инвестиционное соглашение с районом Цзядин в Шанхае (2023) для развития водородной экономики.

## Собственники и руководство
- Патрик Томас (Patrick Thomas, род. в 1960 году) — председатель совета директоров с 2018 года. Ранее возглавлял компанию Covestro, а до её создания в 2015 году — подразделение Bayer, из которого она была сформирована (с 2007 года). Также член совета директоров AkzoNobel и наблюдательного совета Covestro.
- Лиам Кондон (Liam Condon, род. 27 февраля 1968 года в Дублине) — главный исполнительный директор с марта 2022 года, до этого входил в правление Bayer (президент подразделения агрохимии с 2012 года). Начинал карьеру в компании Schering, которая была поглощена Bayer в 2006 году[9].

## Деятельность
Основная специализация компании — переработка вторичных драгметаллов и производство из них катализаторов для автотранспорта и промышленности.
Основные подразделения по состоянию на март 2022 год:
- Чистый воздух — производство каталитических конвертеров для автотранспорта; выручка 7,1 млрд фунтов.
- Эффективное использование природных ресурсов — производство катализаторов для химической и нефтегазовой промышленности; выручка 8,5 млрд фунтов.
- Другие рынки — разработка и производство материалов для водородной энергетики, химических элементов питания, диагностические услуги для нефтегазовых предприятий; выручка 0,5 млрд фунтов.

Выручка за 2021/22 финансовый год составила 16,0 млрд фунтов стерлингов, из них 2,8 млрд фунтов пришлось на Великобританию, 1,6 млрд фунтов — на Германию, 2,0 млрд фунтов — на остальную Европу, 2,8 млрд фунтов — на США, 2,3 млрд фунтов — на Китай, 2,5 млрд фунтов — на остальную Азию.